# Reverón (película de 2011)
Reverón es una película biográfica venezolana estrenada  2011 y dirigida por Diego Rísquez basada la biografía del pintor venezolano Armando Reverón. La película fue el largometraje que recibió más premios en el  VII Festival del Cine Venezolano.

## Sinopsis
La película narra la vida del pintor venezolano Armando Reverón entre 1924 y 1954, principalmente durante su estadía en El Castillete de Macuto donde tenía su taller, su relación con su musa y compañera Juanita, su trabajo, las visitas recibidas y el deterioro de su salud mental.

## Recepción
Reverón fue la película que más reconocimientos recibió en el VII Festival del Cine Venezolano en 2011, incluyendo siete premios: Mejor Director, Mejor Actor (Luigi Sciamanna), Mejor Actriz de Reparto (Sheila Monterola), Mejor Fotografía, Mejor Dirección de Arte, Mejor Música y el Premio del Público.